# Natività di Nostro Signore Gesù Cristo

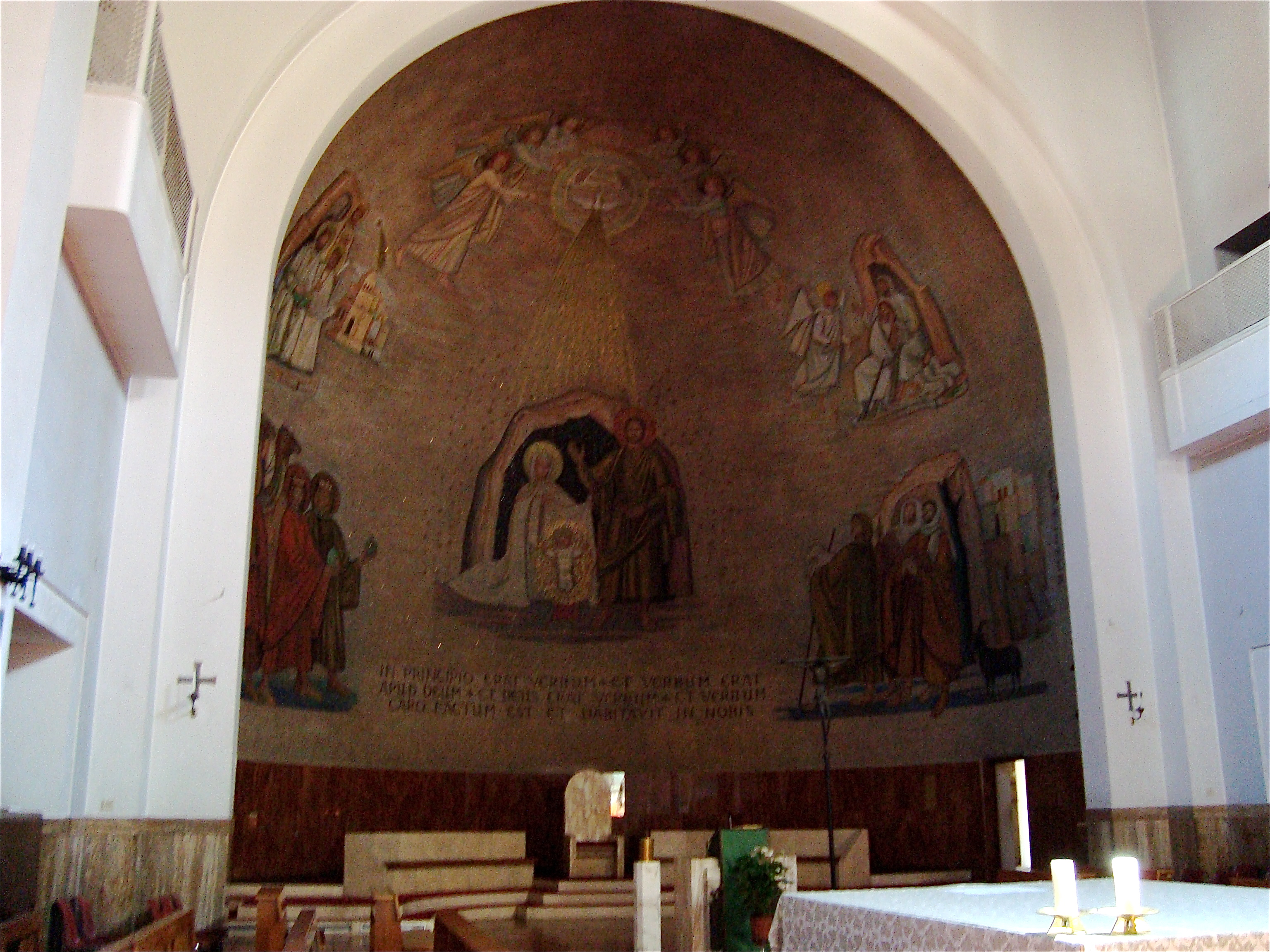
Innenansicht

Natività di Nostro Signore Gesù Cristo a Via Gallia ist eine Pfarr- und Titelkirche im römischen Quartier Appio-Latino an der Via Gallia. Die Kirche wurde der Geburt unseres Herrn Jesus Christus gewidmet.

## Geschichte
Die Kirche wurde nach einem Entwurf von Tullio Rossi im Jahr 1936 gebaut. Am 12. März 1937 wurde die Pfarrei durch ein Dekret von Kardinalvikar Francesco Marchetti Selvaggiani errichtet.
In den 1960er Jahren war die Kirche für die Fronleichnamsprozession bekannt, die in der Kirche begann und durch das Quartier zum Piazza Armenia führte.
Am 29. April 1969 wurde sie durch Papst Paul VI. zur Titelkirche erhoben.

## Beschreibung

### Kunst und Architektur
An der Fassade ist eine Rosette und ein zentrales Portal. In einem Relief darüber ist die Verkündigung des Herrn dargestellt. Eins hoher Glockenturm ist auf der linken Seite. 
Im Inneren sind drei Kirchenschiffe, welche durch die Säulen getrennt sind. An den Säulen sind Stationen des Kreuzweges als Mosaik angebracht.
Im Altarraum ist ein großer quadratischer Altar und in der Apsis ist ein großes Mosaik von Nagni Guild, welches die Geburt Christi darstellt. Der Tabernakel ist ein Werk von Goffredo Verginelli.
In der Apsis des linken Kirchenschiffes wurde ein Christusmosaik geschaffen. In der rechten Apsis wird Pfingsten dargestellt.

### Orgel
In der Kirche ist eine Pfeifenorgel Opus 530 von Mascioni aus dem Jahre 1940 verbaut. 1983 wurde die Orgel restauriert. Dabei wurde eine elektrische Traktur eingebaut und der Spieltisch wurde verlegt. Die Orgel hat 20 Register, zwei Manuale mit 58 Tasten und konkaves radiales Pedal mit 30 Tasten.

## Kardinalpriester
Folgende Kardinäle waren bisher Titelträger dieser Kirche:
- Paul-Joseph-Marie Gouyon, Erzbischof von Rennes, 28. April 1969 – 26. September 2000
- Audrys Juozas Bačkis, Erzbischof von Vilnius, seit 21. Februar 2001